# حوسبة الحافة

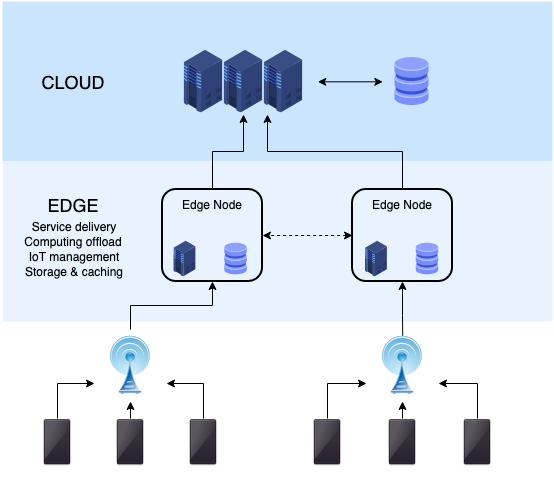
البنية التحتية لحوسبة الحافة

حوسبة الحافة أو الحوسبة الحدية أو حوسبة الحواف أو الحوسبة الطرفية (بالإنجليزية: Edge Computing) هي نموذج للحوسبة الموزعة، تكون فيه عناصر الحوسبة وتخزين البيانات في موقع جغرافي قريب من موقع المستخدم أو الوجهة النهائية التي تستفيد من الخدمة الحاسوبية. سُميت بهذا الاسم في إشارة إلى أن عملية المعالجة والتخزين تجري في حافة الشبكة.

## المبدأ
بالمقارنة بالحوسبة السحابية، تتكون شبكات حوسبة الحافة من مراكز بيانات يمكن تسميتها سويحبات أو سحيبات «سحابات صغيرة» تكون أقرب للمستهلك وتُعالج البيانات بداخلها وترسل الباقي إلى مراكز بيانات أضخم عند اللزوم. يهدف هذا التوزيع إلى تقليل تكلفة تشغيل شبكات الحوسبة، وذلك باختصار المسافة التي تنقل عبرها البيانات من أماكن استهلاكها إلى أماكن معالجتها وتخزينها، وأيضًا يؤدي تقريب وحدات المعالجة والتخزين من المستهلك إلى تحسين موثوقية وكفاءة الاتصال، تقدم حوسبة الحافة كذلك درجة أعلى من الأمن؛ إذ تتقلص المسافة التي تقطعها البيانات الحساسة للمستخدمين وهو ما يعني احتمالًا أقل للتعرض للتصنت أو لأنواع أخرى من هجمات المخترقين.

## التطبيقات
تتضح فائدة نموذج حوسبة الحافة في التطبيقات التي تحتاج إلى معالجة البيانات في الوقت الحقيقي، ومثالًا على ذلك البيانات المولدة من مستشعرات وحساسات في السيارات أو التي يولدها المستخدمون. لهذا النموذج تطبيقاته في مجال إنترنت الأشياء والمدن الذكية والسيارات ذاتية القيادة.